# اشعاب عامر (يهر)

تعديل مصدري - تعديل

اشعاب عامر هي إحدى قرى عزلة يهر بمديرية يهر التابعة لمحافظة لحج، بلغ تعداد سكانها 151 نسمة حسب تعداد اليمن لعام 2004.